# Юлія Цезар (матрона)
Юлія Марія (Юлія Цезар) (бл. 130 до н. е., Рим — 69 до н. е., Рим) - римська матрона з роду Юліїв Цезарів, дружина Гая Марія.

## Походження
Юлія народилася в сім'ї Гая Юлія Цезаря II і його дружини, Марсії (Марції) Рекс, дочки Квінта Марція Рекса, консула 118 до н. е., прямого нащадка давньоримського царя Анка Марція.
За походженням Юлія була однією з шляхетних жінок Рима, проте до її народження родина Юліїв мала у своєму розпорядженні досить скромними фінансовими можливостями, ледь покриваючи сенаторський ценз в 900 000 сестерціїв.

## Юлія і Гай Марій
Близько 110 року до н. е. Юлія Цезаріс, старша дочка Гая Юлія виходить за 47-річного Гая Марія, якому довелося розлучитися зі своєю першою дружиною, Гранією, з якою він прожив багато років у шлюбі. Після укладення шлюбу Юлію стали називати Юлія Марія, щоб не плутати з іншими жінками роду Юліїв
Згідно з Плутархом («Порівняльні життєписи. Гай Марій. VI») одруження з Юлією була вигідна як самому Марію, так і роду Юліїв.
Для Марія одруження з дочкою одного з найзнатніших патриціїв стала стартом його блискучої кар'єри, оскільки, через цей шлюб він, виходець з Арпіно, був прийнятий до лав римської аристократії. Для Юліїв ж цей шлюб обернувся суттєвою поправкою фінансових справ.
Швидше за все в шлюбі ця пара була щасливою. Бл. 108 до н. е. у них народився їхній єдиний син - Гай Марій Молодший. Юлію описують як доброчесну жінку, яка присвятила своє життя чоловікові та виховання дитини.

## Життя після Марія
Гай Марій раптово помер у Римі в січні 86 до н. е. під час свого сьомого консульства. Гай Марій Молодший був обраний консулом 82 до н. е. під час громадянської війни з Суллою. Він покінчив життя самогубством, зазнавши поразки від Сулли при обороні Пренесте (суч. Палестрина, Італія).
Після смерті сина і чоловіка Юлія залишилася в Римі. Сулла настільки поважав сім'ю Юліїв, а також авторитет і доброчесність Юлії Марії, що вона не постраждала від проскрипцій, які відбувалися в Римі після перемоги Сулли в громадянській війні.
Юлія була дуже шанована і шанована також своїм племінником, Гаєм Юлієм Цезарем. Померла вона в 69 до н. е. в Римі. Юлій Цезар виголосив на її похороні блискучу поминальну промову.